# Gigantic (film)
Pour les articles homonymes, voir Gigantic.
Pour plus de détails, voir Fiche technique et Distribution.
Gigantic est un film américain réalisé par Matt Aselton en 2008.

## Fiche technique
- Réalisation : Matt Aselton
- Scénario : Matt Aselton et Adam Nagata
- Productrices : Mindy Goldberg et Christine Vachon
- Coproducteur : Charles Pugliese
- Producteurs exécutifs : Paul Dano, Scott Ferguson, Jeff Preiss, Jerry Soloman et John Wells
- Musique : Roddy Bottum
- Directeur de la photographie : Peter Donahue
- Montage : Beatrice Sisul
- Distribution des rôles : Mark Bennett
- Création des décors : Rick Butler
- Décorateur de plateau : Mila Khalevich
- Création des costumes : Paola Weintraub
- Sociétés de production : Gigantic Movie, Epoch Films et Killer Films
- Sociétés de distribution :  First Independent Pictures •  La Fabrique de films
- Genre : Comédie romantique
- Format : 2.35:1 - 35mm (anamorphose) - Tourné en couleur - Son Dolby Digital
- Pays :  États-Unis
- Langues : anglais, français
- Dates de sortie en salles :  3 avril 2009 (sortie limitée) •  6 janvier 2010

## Distribution
- Paul Dano : Brian Weathersby
- Zooey Deschanel : Harriet « Happy » Lolly
- John Goodman : Al Lolly
- Edward Asner : M. Weathersby
- Jane Alexander : Mme. Weathersby
- Zach Galifianakis : Homeless Guy
- Clarke Peters : Roger Stovall
- Daniel Stewart Sherman : Kevin Blue
- Mary Page Keller : Marguerite Lolly
- Brian Avers : Larry Arbogast
- Leven Rambin : Missy Thaxton
- Susan Misner : Melanie Lolly
- Matt Walton : Conner Williams
- Ilana Levine : Ducky Saltinstall